# Lonchocarpus subglaucescens
Lonchocarpus subglaucescens är en ärtväxtart som beskrevs av George Bentham. Lonchocarpus subglaucescens ingår i släktet Lonchocarpus och familjen ärtväxter. Inga underarter finns listade i Catalogue of Life.